# Андреј Марков
Андреј Андрејевич Марков (рус. Андрей Андреевич Марков; Рјазан, 14. јун 1856 — Петроград, 20. јул 1922) је био руски математичар.
Марков је рођен у Рјазану (Рязань). Студирао је на универзитету у Санкт Петербургу 1874. године. Године 1886. постаје члан Руске академије наука. Најпознатији је по свом проучавању у теорији стохастичких процеса. Његова истраживања су после постала позната као Марковљеви процеси.